# Tikimon
Tikimon je fiktivni lik iz igre Crash Twinsanity. On je treći boss u igri.

## Pregled
On je jedan od mongih tiki bogova koji onečišćuju otok N. Sanity. Otkrili su ga Zli blizanci kada su šetali otokom. Kad Crsah i Cortex dođu do njegovog staništa, blizanci ga ožive i narede mu da uništi Cortexa i Crasha. Naoružan je s 4 ruke, laserskim očima i prodornom vikom kojom doziva male tikije iz zemlje. Da bi ga porazili Crash i Cortex trebaju mu baciti nešto u usta dok viče. Na kraju se ugušio i umro.